# 피트니스 트랙커

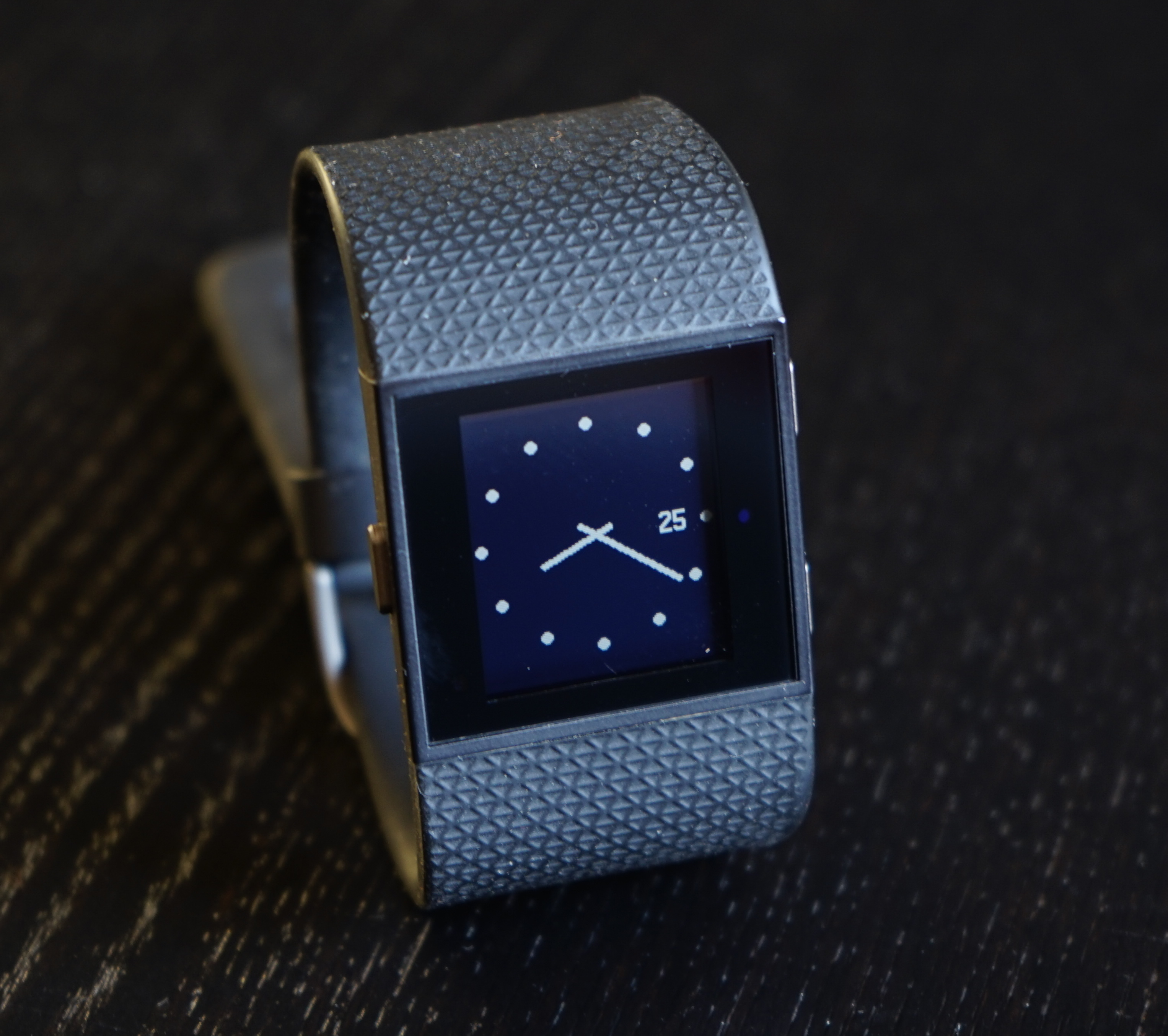
핏빗의 스마트밴드

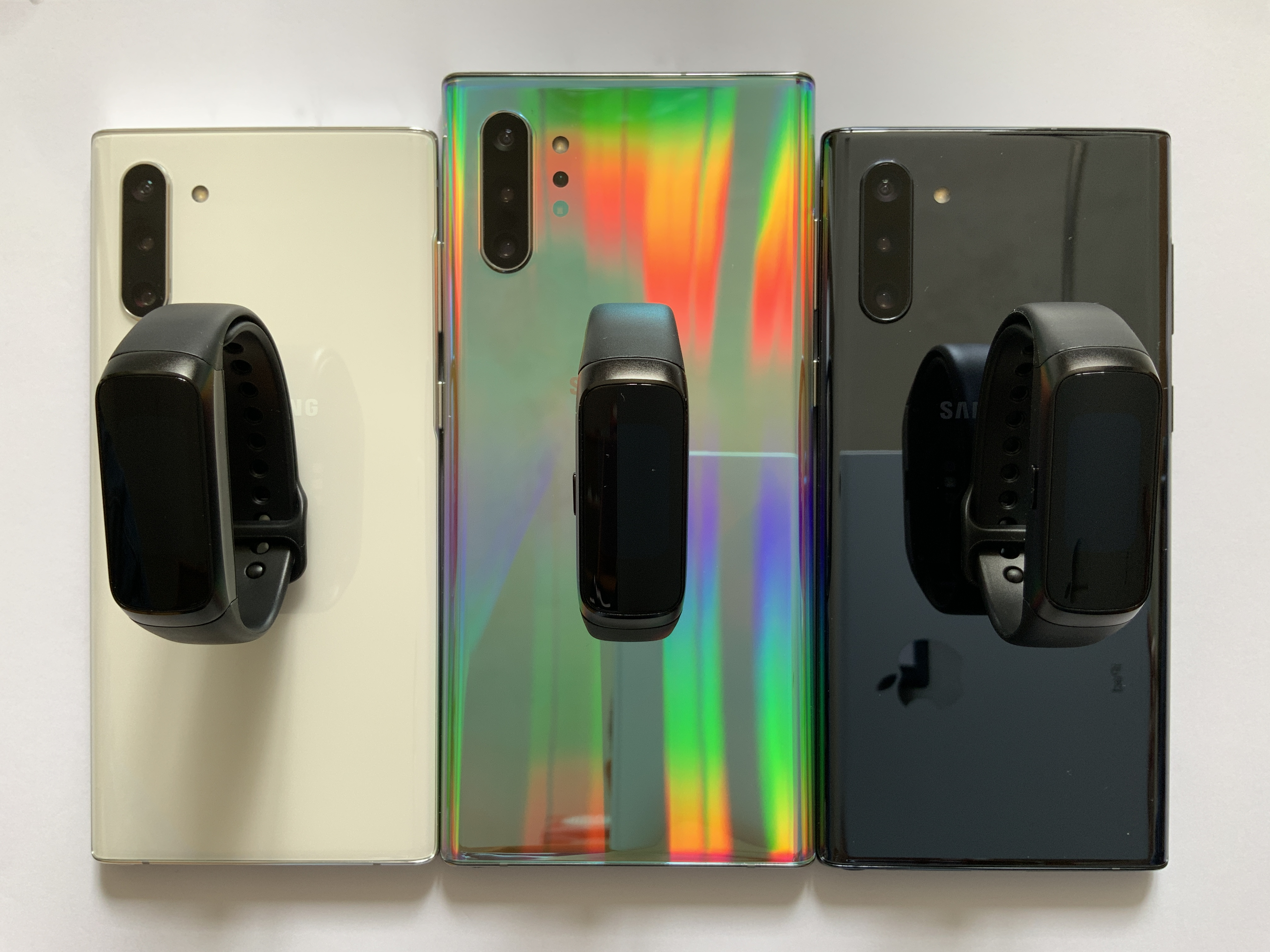
삼성 갤럭시 핏

피트니스 트랙커(영어: fitness tracker, activity tracker)는 손목에 착용하는 웨어러블 디바이스이다. 스마트 폰으로 스마트밴드를 사용할 수 있고, 스마트 폰을 제어할 수 있으며, 주된 목적은 신체 단련 및 운동중의 몸 상태를 확인하는 것이다.평상시에는 거리 보행이나 달리기, 칼로리 소모량, 그리고 일부 경우의 심박 수와 같은 생체 관련 지표를 모니터링하고 추적하는 장치 또는 응용 프로그램으로써, 현재 대부분의 경우 컴퓨터나 스마트 폰을 사용하여 장기간 데이터 조사를 위해 컴퓨터나 스마트 폰에 동기화되고있다. 이러한 기능 때문에 스마트밴드를 착용하고 운동시 보다 많은 운동효과를 얻을 수 있고, 체중 감소를 원할 경우 보다 많은 체중 감소를 할 수 있게 도와 주는 역할을 하고있다.

## 역사
1990년대 후반에서 2000년대 초반에는 의료나 엔터테인먼트를 목적으로 하는 웨어러블 컴퓨터들이 등장하기 시작했다. 21세기 이전의 웨어러블 컴퓨터는 모두 연구 수준에 그쳤다면, 2000년대에 이르러서 부품의 초경량화와 모듈화, 무선 기술의 발전으로 딱딱한 컴퓨터 형태의 하드웨어를 의복과 유사한 형태로 개선하고, 인간과 컴퓨터의 상호작용을 증진시킴으로써 보다 인간 친화적인 웨어러블 컴퓨터를 개발하려는 노력이 시작되었다. 2000년 여름에 최초의 상업용 의류형 웨어러블 재킷인 ICD+가 청바지 업체인 리바이스(영어: Levi's)와 전자 업체인 필립스(영어: Philips)에 의해 개발되었다. ICD+는 필립스의 휴대전화와 MP3 기술을 리바이스의 자켓 디자인에 결합시킨 것이다. 음성인식을 통해 전화를 걸 수 있고, 마이크와 이어폰은 자켓의 후드나 옷깃에 내재되어있으며, 전화가 오면 MP3는 자동으로 멈추도록 만들어졌는데, 이는 모두 주머니 속의 숨겨진 키패드를 통해 조작이 가능한 구조였다. 블루투스 헤드셋 또한 2000년에 처음 개발되었다. 2006년에는 나이키(영어: Nike)와 아이팟(영어: iPod)의 합작으로 사용자들이 자신들의 움직임을 아이팟에서 자동으로 동기화해줄 수 있는 스포츠 킷인 Nike+iPod를 개발했고, 나이키는 아이팟을 위해 특별히 디자인된 주머니가 있는 옷들을 만들기도 했다. 2007년에는 무선 활동과 수면을 모니터링해주는 밴드형 피트니스 트래커인 핏빗(en:Fitbit)이 설립되었다. 2009년에는 Glacier Computers에서 W200 웨어러블 컴퓨터를 출시했다. W200은 손목에 밴드형으로 컴퓨터를 착용하는 형태로, 주로 응급 상황에서 최대한 손을 자유롭게 유지하면서 많은 양의 정보에 접속해야 하는 사람들을 위해 디자인되었다. 2009년 애플의 주도로 시작된 모바일 컴퓨팅과 무선 인터넷의 발전은 웨어러블 컴퓨터가 발전할 수 있는 기반 기술이 발전하는 데 지대한 영향을 미쳤다.이러한 웨어러블 컴퓨터 발전 과정 속에서 나이키는 2012년 퓨얼밴드(fuel band)를 선보이고, 퓨얼밴드SE 출시 후 핏비트(fitbit)와 조본업(Jawbone Up)이 스마트밴드 시장에 참여하면서 다양한 기능을 가진 스마트밴드가 등장했다. 이어서 삼성의 기어핏, 화웨이의 토크밴드에 이어 샤오미의 미밴드, SKT 스마트 밴드 등이 손목에 착용가능한 웨어러블 디바이스 형태로 나오면서 스마트밴드가 오늘날 상용화 할 수 있게 되었다.

## 특징
웨어러블 디바이스 중 하나인 스마트밴드는 스마트워치랑 비슷해보이지만, 스마트워치의 주요기능을 사용하면서도 가격이 저렴한 스마트밴드는 가성비가 좋다는 특징을 가지고있다. 스마트밴드의 가격은 평균 10만원 내외인 반면에 스마트워치는 높은 가격을 가진다. 예를 들면 애플 스마트워치인 경우 43만원부터 시작하고 삼성 갤럭시 기어 경우 33만원부터 구매가 가능하다. 가격은 차이가 나지만 스마트밴드나 스마트워치는 주요기능 중 하나인 사용자의 운동량을 체크하는 액티비티 트래커(Activity tracker)의 역할을 할 수 있다.액티비티 트래커 역할을 통해서 우리는 실시간으로 신체 변화를 기록하고, 내용을 화면에 띄워 즉각적으로 확인이 가능하다. 노트북이나 스마트폰을 직접 사용하기 어려울 때 손쉽게 휴대할 수 있어 편리하며 이외에도 사용자의 수면 주기, 음악 감상 등의 생활 패턴을 체크해 사용자의 일상 관리를 돕기도 하고 운동시 칼로리 소모량이나 운동량을 확인 할 수 있어서 보다 능률적인 운동 효과를 얻을수가 있다.

## 기능

### 웨어러블센서
웨어러블 센서는 의학, 스포츠, 보안 분야에서 널리 사용되고 있다. 웨어러블 센서는 비정상적이고 예측 불가능한 상황을 감지할 수 있으며 이러한 액티비티 트래커를 통해 생리학적 파라미터와 증상을 모니터링 할 수 있다. 이 기술은 입원 환자를 지속적으로 모니터링할 수 있게 함으로써 의료 서비스를 혁신해 왔으며. 환자의 체온, 심박 수, 뇌 활동, 근육 운동 및 기타 중요한 데이터를 통한 의료 감시는 이러한 추적자를 통해 전달될 수 있다. 게다가 스포츠 훈련에서도 착용 가능한 센서에 대한 수요가 증가하고 있다.

## 제품
- 코아 스마트밴드CK HR[14]
- 소니 스마트밴드SWR30/W[15]
- 샤오미 미밴드2[16]
- 삼성 기어핏2[17]

## 같이 보기
- 이헬스
- 스마트워치
- 착용 컴퓨터